# Правда (фильм, 1957)
«Правда» — советский художественный фильм, экранизация одноимённой пьесы Александра Корнейчука.

## Сюжет
Февральская революция 1917 года не принесла на фронт долгожданного мира. В окопах на склонах Карпат продолжают гибнуть солдаты. Некоторые фронтовики отправляются домой, в их числе и Тарас Голота. В родном селе он попадает на похороны матери, убитой гайдамаками и поднимает односельчан на раздел помещичьей земли. Гетманскими властями Голота арестован, однако совершает побег. В дороге он встречает большевика Рыжова и его дочь Наташу, которые едут на Украину по заданию Ленина и помогают Голоте разобраться в ситуации. Тарас возвращается домой настоящим революционером…

## В ролях
| Актёр                     | Роль                                 |
| ------------------------- | ------------------------------------ |
| Михаил Егоров             | Тарас Голота                         |
| Павел Киянский            | Кузьма Иванович Рыжов                |
| Нина Кукушкина            | Наташа Рыжова                        |
| Глеб Юченков              | Ленин                                |
| Александр Ануров          | Дзержинский                          |
| Каневский                 | Луначарский                          |
| Яков Козлов               | Свердлов                             |
| Андро Кобаладзе           | Сталин                               |
| Юрий Мажуга               | Вася                                 |
| Михаил Пуговкин           | Василий Боженко                      |
| Леонид Жуковский          | Владимир Затонский                   |
| Валентин Черняк           | Юрий Коцюбинский                     |
| Александр Дубов           | Георгий Пятаков                      |
| Виктор Добровольский      | пан Чубатенко                        |
| Дмитрий Франько           | управляющий пана Чубатенко           |
| Сергей Петров             | Михаил Грушевский                    |
| Георгий Бабенко           | Владимир Винниченко                  |
| Юрий Лавров               | Симон Петлюра                        |
| Ярослав Геляс             | Александр Керенский                  |
| Иван Кононенко-Козельский | командующий                          |
| Лаврентий Масоха          | националист, продавец книг           |
| Адольф Ильин              | гайдамак                             |
| Николай Хрящиков          | инвалид                              |
| Николай Яковченко         | железнодорожник Иван Иванович        |
| Николай Гринько           | матрос-телеграфист (нет в титрах)    |
| Надежда Титаренко         | мать Тараса Голоты                   |
| Виктор Полищук            | эпизод (нет в титрах)                |
| Лев Олевский              | представитель Антанты (нет в титрах) |

## Съёмочная группа
- Автор сценария — Александр Левада
- Режиссёры — Виктор Добровольский, Исаак Шмарук
- Оператор — Владимир Войтенко
- Художник — Михаил Юферов
- Композитор — Константин Данькевич
- Монтажёр — В. Бондина
- Государственный симфонический оркестр УССР

Дирижёр — П. Поляков
- Директор картины — Леонид Корецкий